# Mélissandre Pain
Mélissandre Pain, née le 5 juin 1995 à Dreux (Eure-et-Loir), est une coureuse cycliste française, spécialiste des épreuves de vitesse sur piste.

## Biographie
Mélissandre Pain a commencé le cyclisme à l'âge de 6 ans, au club du "V.A.C" a Saint-Lubin-des-Joncherets en Eure-et-Loir,  puis à Bretoncelles dans l'Orne qu'elle quitta en 2009 pour intégrer le club C.S.Mainvilliers également d'Eure-et-Loir.
En 2013 à l'âge de 18 ans, elle termine lors des championnats de France sur piste quatrième du 500 mètres, cinquième du keirin et de la vitesse individuelle dans la catégorie "Élite". La même année, elle devient championne du monde de keirin juniors  à Glasgow. et triple championne d'Europe juniors (vitesse, 500 m, keirin) à Anadia.
En novembre 2014, Mélissandre Pain se fait remarquer à l'International Belgian Open à Gand en Belgique où elle est deuxième du keirin et de la vitesse. Elle devient championne de France du keirin en 2015.
En août 2018, après deux années difficiles avec de nombreuses blessures et une mononucléose, elle annonce mettre un terme à sa carrière à 23 ans à l'issue des championnats de France sur piste. Lors des championnats, elle se classe troisième de l'épreuve de vitesse derrière Mathilde Gros et Sandie Clair et seconde du keirin,. Elle prévoit désormais de participer avec son père à des marathons et de réussir ses études pour devenir kiné.
Elle exerce aujourd'hui en qualité de kinésithérapeute, notamment au sein de l'équipe de France sur piste.

## Palmarès sur piste

### Championnats du monde juniors
| Édition / Épreuve | 500 mètres | Keirin | Vitesse individuelle |
| Glasgow 2013      | Argent     | Or     | Bronze               |

### Championnats d'Europe
| Édition / Épreuve          | 500 mètres | Keirin | Vitesse individuelle | Vitesse par équipes |
| Anadia 2013 (juniors)      | Or         | Or     | Or                   |                     |
| Anadia 2014 (espoirs)      |            | Argent |                      |                     |
| Athènes 2015 (espoirs)     |            | Argent |                      |                     |
| Montichiari 2016 (espoirs) | Bronze     |        | Bronze               |                     |
| Anadia 2017 (espoirs)      |            | Bronze |                      | Argent              |

### Championnats nationaux
- 2011
  -   Championne de France de vitesse cadettes
- 2012
  -  Championne de France de vitesse juniors
  -  Championne de France du 500 mètres juniors
  - 3e de la vitesse par équipes (avec Marie Dufour)
- 2013
  -  Championne de France de vitesse juniors
  -  Championne de France du 500 mètres juniors
  - 2e de la vitesse par équipes (avec Marie Dufour)
- 2015
  -  Championne de France du keirin
  - 3e de la vitesse
- 2017
  - 2e du keirin
  - 3e de la vitesse
  - 3e du 500 mètres
- 2018
  - 2e du keirin
  - 3e du 500 mètres
  - 3e de la vitesse

### Autres
| - 2014 - 2e du keirin de l'International Belgian Open - 2e de la vitesse de l'International Belgian Open - 2e du keirin de l'International Open Roubaix - 3e du keirin de l'International 4 Grands Prix (1re étape) - 3e du keirin de l'International 4 Grands Prix (4e étape) - 2015 - Revolution Series Royaume-Uni - Keirin - 2e du sprint des Revolution Series Royaume-Uni - 2e du keirin de Fenioux Piste International - 2e de la vitesse de Fenioux Piste International - 2e du keirin du Grand Prix de Saint-Denis - 2e du keirin de l'International Belgian Open - 3e de la vitesse du Grand Prix de Saint-Denis | - 2016 - Grand Prix International d'Anadia - Keirin - 2e du 500 mètres au Grand Prix International d'Anadia |

## Palmarès sur route
- 2010
  - 3e de la Coupe de France cadettes